# Making Contact
Making Contact es el undécimo álbum de estudio de la banda británica de hard rock y heavy metal UFO, publicado en 1983 por Chrysalis Records. Tras la salida de Pete Way en 1982, los encargados de grabar las partes del bajo fueron Neil Carter y Paul Chapman, mientras que para la gira promocional tuvieron que contratar a Billy Sheehan de la banda Talas.
El disco recibió malas críticas por parte de la prensa especializada y solo obtuvo el puesto 153 en los Estados Unidos y el 32 en el Reino Unido. En el mismo año fue lanzado el tema «When it's Time to Rock» como sencillo, que alcanzó el puesto 70 en los UK Singles Chart.
Tras la pésima recepción comercial del álbum Phil Mogg puso fin a la banda por primera vez, sin embargo la refundaría años más tarde con nuevos integrantes. Por otra parte, en 2009 se remasterizó con dos pistas adicionales en vivo; «When it's Time to Rock» grabada en Birmingham el 26 de marzo de 1983 y «Blinded by a Lie» grabada en Oxford el 25 de marzo de 1983.

## Lista de canciones
| N.º | Título                        | Escritor(es)          | Duración |  |
| 1.  | «Blinded by a Lie»            | Mogg, Carter          | 3:58     |  |
| 2.  | «Diesel in the Dust»          | Mogg, Carter          | 4:29     |  |
| 3.  | «A Fool for Love»             | Mogg, Carter          | 3:57     |  |
| 4.  | «You and Me»                  | Mogg, Carter          | 3:20     |  |
| 5.  | «When it's Time to Rock»      | Mogg, Chapman         | 5:27     |  |
| 6.  | «The Way the Wild Wind Blows» | Mogg, Carter, Chapman | 4:14     |  |
| 7.  | «Call My Name»                | Mogg, Carter          | 3:14     |  |
| 8.  | «All Over You»                | Mogg, Carter          | 4:24     |  |
| 9.  | «No Getaway»                  | Mogg, Carter, Chapman | 3:32     |  |
| 10. | «Push, it's Love»             | Mogg, Carter          | 3:16     |  |

| Pista adicional solo en Japón |                   |               |          |  |
| N.º                           | Título            | Escritor(es)  | Duración |  |
| 11.                           | «Everybody Knows» | Mogg, Chapman | 3:33     |  |

| Pistas adicionales en remasterización de 2009 |                                    |          |  |
| N.º                                           | Título                             | Duración |  |
| 11.                                           | «When it's Time to Rock» (en vivo) |          |  |
| 12.                                           | «Blinded by a Lie» (en vivo)       |          |  |

## Músicos
- Phil Mogg: voz
- Paul Chapman: guitarra líder y bajo
- Neil Carter: guitarra rítmica, teclados y bajo
- Andy Parker: batería